# Astragalus mareoticus
Astragalus mareoticus es una especie de planta herbácea perteneciente a la familia de las leguminosas. Es originaria del Norte de África.

## Descripción
Astragalus mareoticus es una especie nativa en las islas orientales de Canarias, donde está representada por la var. handiensis Bolle, endémica de estas islas. Se trata de una planta herbácea, con tallos extendidos sobre el suelo. Las hojas son imparipinnadas, con 6-8 pares de foliolos, casi glabros en el haz y con largos pelos blancos en el envés. Las flores, dispuestas en grupos de pocas flores, poseen una corola de color malva y los frutos están fuertemente arqueados. 

## Distribución y hábitat
Se encuentra en suelos de arena y fangosos, jardínes (en el desierto, semidesierto y la zona de estepas), en las Islas Canarias. (Fuerteventura); Arabia Saudita, Marruecos, Argelia, Libia y Egipto.

## Etimología
Astragalus: nombre genérico que deriva del griego astrágalos, nombre que se daba a una leguminosa.
mareoticus: epíteto geográfico que hace referencia al lago Mareotis, en Egipto.

## Nombre común
Se conoce como "chabusquillo de Jandía". 